# Leptogenys exudans
Leptogenys exudans es una especie de hormiga del género Leptogenys, subfamilia Ponerinae. Esta especie se encuentra en Sri Lanka.

## Taxonomía
Esta especie fue descrita científicamente por Walker en 1859.